# Pirosörvös szivárványlóri
A pirosörvös szivárványlóri (Trichoglossus rubritorquis) a madarak (Aves) osztályának a papagájalakúak (Psittaciformes) rendjéhez, és a szakállaspapagáj-félék (Psittaculidae) családjába, azon belül a lóriformák (Loriinae) alcsaládjába tartozó faj.

## Rendszerezése
Régebben a bíborhasú szivárványlóri (Trichoglossus haematodus) alfajaként tartották nyilván Trichoglossus haematodus rubritorquis néven.

## Előfordulása
Ausztrália északi részén honos.

## Megjelenése
Tarkótájéka kék, széles narancsvörös övvel, homloka és pofatájéka violakék, hasa csíkozásmentes vörös.